# Museo del Palmito de Aldaya
El Museo del Palmito de Aldaya (MUPA), también conocido como Museo del Palmito de Aldaia por el nombre de la localidad en valenciano, es un museo etnológico que se centra en la difusión de la artesanía y el arte del abanico tanto de Aldaya, localidad en la que se encuentra ubicado el museo, como del resto de  la Comunidad Valenciana.El MUPA  tiene el reconocimiento de Colección Museográfica Permanente de la Comunidad Valenciana, por resolución de 5 de mayo de 2015 de la Consejería de Educación, Cultura y Deporte, Consejería.
Es el primer museo de España dedicado al palmito.El museo está ubicado en la Casa de la Llotgeta, antiguo edificio situado en la calle de la Iglesia. El edificio es una casa señorial de estilo renacentista construido entre finales del siglo XVI y principios del XVII.

## Contexto
La artesanía del abanico en Valencia  se remonta al siglo XV cuando reyes y alta sociedad de la época adquirían abanicos valencianos, que elaboraban sus piezas combinando el trabajo de diversos oficios, peleteros, carpinteros y otros artesanos elaboraron las primeras piezas. Es por ello que no se puede hablar de artesanos abaniqueros especializados hasta entrado el siglo XVIII, con la creación de la Real Fábrica de Palmitos y del Gremio de Mestres Artesans Palmiters de Valencia,cuando se reconoce la figura del artesano abaniquero valenciano y se realiza su protección gremial, pese a que la consolidación de la artesanía del abanico se produce un siglo más tarde, en el XIX, cuando Valencia era la principal productora junto a talleres artesanos de la Huerta ubicados en poblaciones como Aldaya, Burjasot, Godella, Alacuás, Mislata y Chirivella. De entre estas poblaciones mencionadas destaca Aldaya, llamada comúnmente “bressol del palmito” (cuna del abanico), la cual se constituye durante el siglo XX y se ha mantenido hasta el siglo XXI, como principal centro productor (actualmente aún existen alrededor de 30 empresas de abanicos que continúan en activo).

## Colección
En el museo podemos encontrar una amplia representación de abanicos, antiguos y actuales, ya que la colección abarca desde el siglo XVIII hasta la actualidad. Además también puede contemplarse un gran repertorio de maquinaria tradicional, piezas y utensilios típicos del proceso de creación del abanico.El abanico es una joya que fusiona a la perfección la artesanía, el arte y la funcionalidad.

## Exposiciones
El museo cuenta con una exposición permanente que se organiza en 10 espacios museográficos distribuidos en la planta baja y la primera planta.
En la planta baja encontramos:
- El abanico, artesanía milenaria.
- El origen del abanico rígido.
- La innovación del abanico plegable.
- Cinco siglos de artesanía en Valencia.
- Aldaia, cuna del abanico.
- El arte del varillado del abanico.

En la primera planta la exposición se centra en:
- Elaboración del abanico artesanal.
- Clasificación. Tipo de abanicos.
- La mujer en el arte del abanico.
- El abanico de colección.

Los fondos del museo provienen fundamentalmente de cesiones y donaciones que ha ido recibiendo, llegando así a contar con más de 350 palmitos, máquinas y utensilios típicos para la elaboración del abanico que conforman un importante patrimonio de gran valor artístico, histórico y etnológico.
Estas piezas destacan tanto por su valor histórico, como por su singularidad, su simbolismo, el proceso de elaboración o los materiales utilizados en su realización.
Además de la colección permanente, el museo cuenta con una sala de exposiciones temporales en la segunda planta.

## Proyectos museográficos
El MUPA tiene además otros proyectos museográficos como:
- Ruta de los Palmiters de Aldaia. Que permite conocer las empresas del abanico actualmente activas, tanto de Aldaia como de fuera del municipio.[5]
- Agrupación Museos de l'Horta. El MUPA colabora con el Museo Comarcal de l'Horta Sur, el Museo de la Rajoleria de Paiporta, el Museo de la Cerámica de Manises, el Castell de Alaquàs y el Museo de la Cerámica de Paterna.

- EtnoXarxa de Museos Valencianos. Red impulsada por el Museo Valenciano de Etnología integrada por varios museos locales de la provincia de Valencia, entre ellos lo MUPA, para facilitar formación, asesoramiento e intercambios de exposiciones itinerantes.[6]
- Ruta de la Seda de la Comunidad Valenciana. Red promovida por la Agencia Valenciana de Turismo para mostrar los lugares con presencia histórica de la seda. El MUPA posee una variada muestra palmitos de seda de los siglos XVIII, XIX y XX.[3]
- Relecturas: Itinerarios museísticos en clave de género. El MUPA colabora con el Museo Nacional de Cerámica González Martí, el Museo Valenciano de Etnología, el Museo de Prehistoria de Valencia, el Museo de Historia de Valencia y el Museo Comarcal de l'Horta Sur, entre otros.
- EULAC-Museums. Proyecto de museos comunitarios locales promovido por la Unión Europea, coordinado en España por la Universitat de València, en el cual participan una treintena de museos de Europa (entre ellos lo MUPA) y de América Latina.